# Rather Ripped Album Sampler
Rather Ripped Album Sampler es un EP promocional de Sonic Youth para el álbum Rather Ripped, lanzado por Geffen Records en 2006. Contiene cuatro canciones, todas pertenecientes a dicho álbum.

## Lista de canciones
| N.º   | Título                       | Duración |  |
| 1.    | «Incinerate»                 | 4:55     |  |
| 2.    | «Reena»                      | 3:47     |  |
| 3.    | «Do You Believe in Rapture?» | 3:10     |  |
| 4.    | «What a Waste»               | 3:33     |  |
| 15:25 |                              |          |  |